# Domaine Solvay
Pour les articles homonymes, voir Solvay.

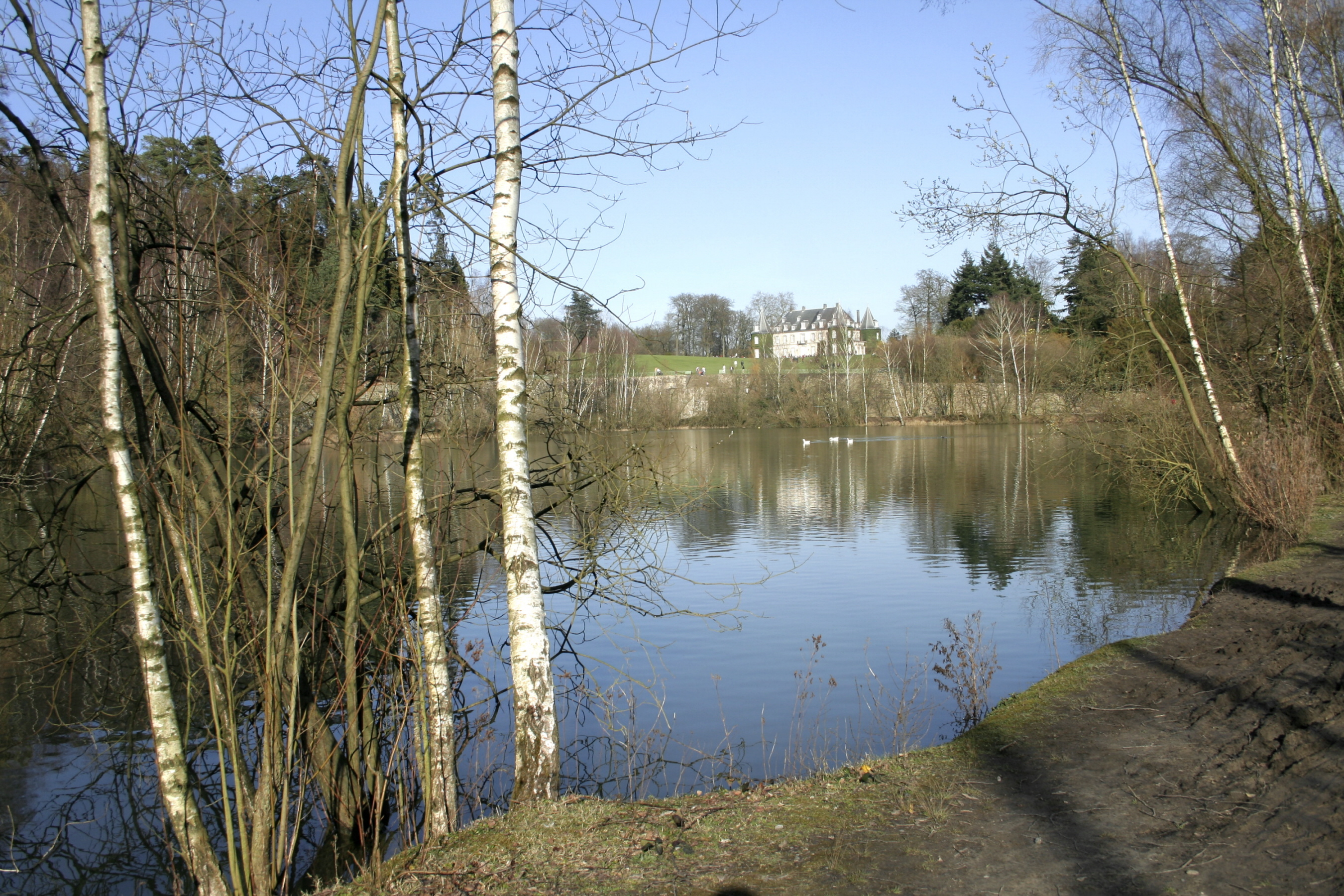
Vue du parc du château et d'un des étangs

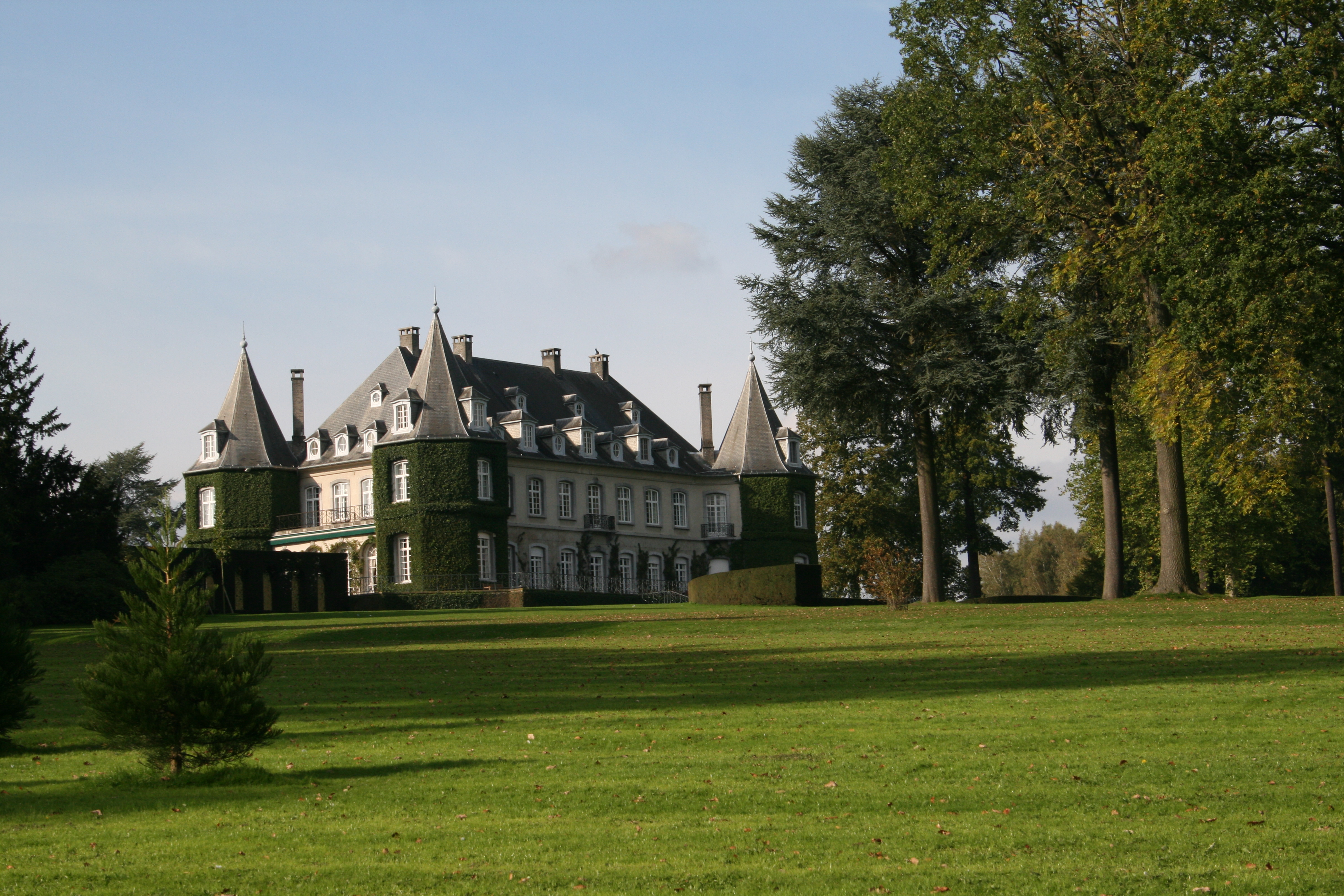
Les côtés Sud et Est du château ainsi qu'une partie du parc jouxtant celui-ci.

Le Domaine Solvay, du nom de l'industriel Ernest Solvay, est un parc public situé dans la commune de La Hulpe en Région wallonne, en Belgique. 
Le domaine Solvay relève du Patrimoine majeur de Wallonie. Il s'étend sur 227 hectares de bois, de pelouses et d'étangs. On y recense plus de 450 espèces de plantes sauvages (fougères et plantes à fleur), 130 espèces de mousses et d'hépatiques, ainsi que de nombreux arbres remarquables. 

## Histoire du domaine[1]
Au lendemain de l'indépendance, la Société générale de Belgique met en vente publique la plus grande partie de ses propriétés foncières, soit 28 000 hectares dont près de la moitié de forêts, dans le but de dégager des liquidités destinées à financer l'industrialisation de l'État belge. Entre 1831 et 1836, la forêt de Soignes perd ainsi les 3/5e de sa superficie, passant de 11 500 à 4 694 hectares. 
À La Hulpe, le marquis Maximilien de Béthune achète 341 hectares de forêts, qu'il fait partiellement défricher pour y aménager un parc. Il fait appel à l'architecte Jean-Pierre Cluysenaar, pour la construction de trois maisons de garde, et de deux fermes, la ferme de Zondael au sud (1836) et la ferme Rouge au nord (1838). Il entreprend ensuite la construction du château (achevée en 1842) , dont il confie la réalisation à l'architecte français Jean Jacques Nicolas Arveuf-Fransquin (1802-1876) et au belge Jean-François Coppens. Érigé au sommet de la colline, de style néo-Renaissance flamand très prisé à l'époque, le château paré de briques rouges avec des lignes de pierre naturelles est flanqué de quatre tours d'angles octogonales placées aux quatre coins cardinaux et de quatre tourelles intermédiaires plus hautes que l'ensemble. Le terrain marécageux du bas de la colline est transformé en étang.

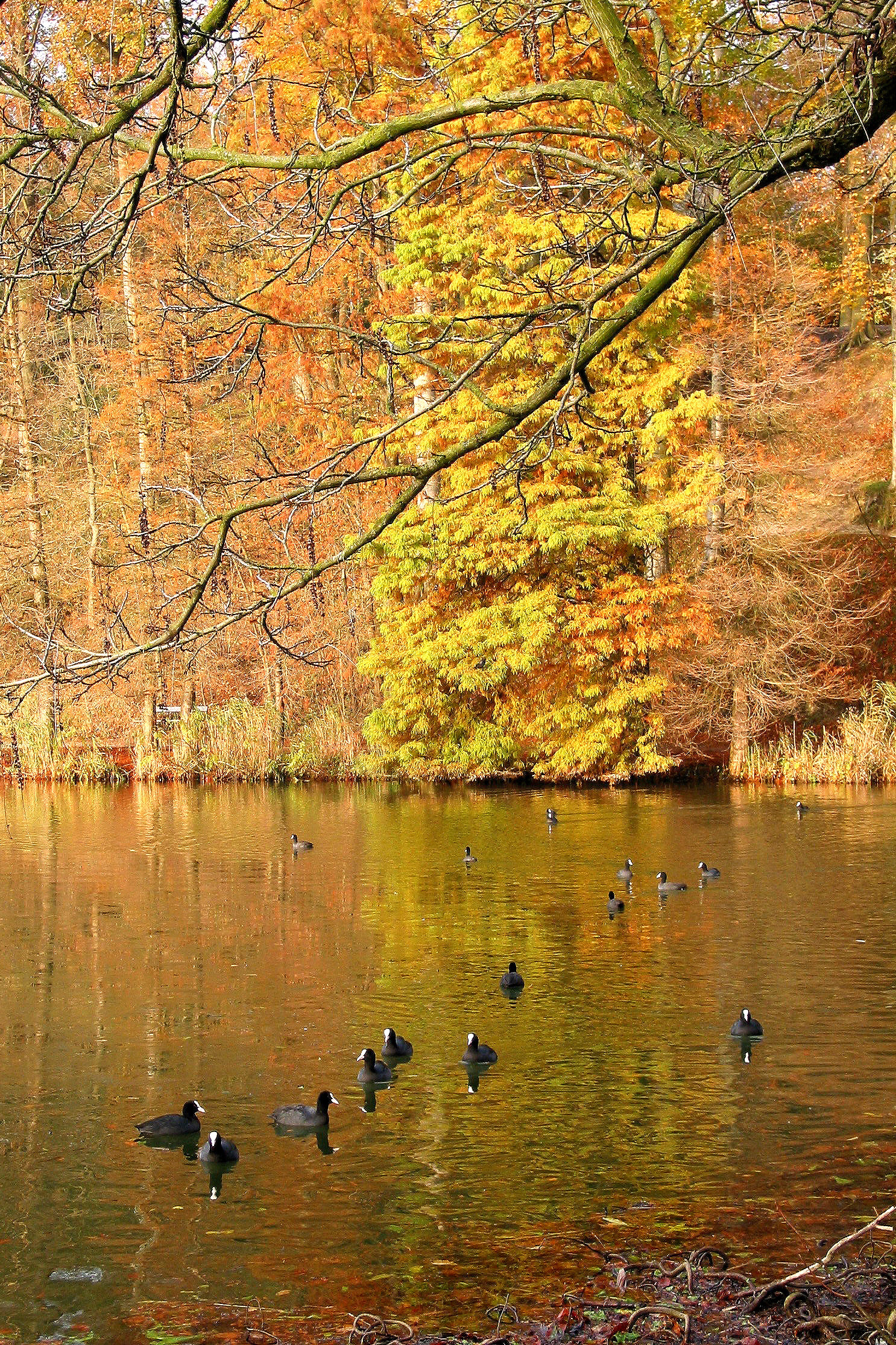
Foulques macroules sur l'étang de la Longue Queue.

De 1871 à 1893, le domaine devient la propriété d'Antoine de Roest d'Alkemade qui l'agrandit au sud jusqu'à ses limites actuelles en acquérant des prairies, les berges de l'Argentine et les étangs de Nysdam.
En 1893, l'industriel Ernest Solvay achète la propriété pour en faire sa résidence d'été. Il confie à Victor Horta le soin de revoir les aménagements intérieurs du château, de le moderniser et d'en dessiner les luminaires et le mobilier. On y installe électricité, gaz, eau courante et téléphone. Une terrasse est aménagée en façade, surmontée d'une marquise vitrée à colonnes de fonte. Ernest Solvay fait construire un second château à proximité de la ferme rouge, le château du Long Fond qui sera démoli dans les années 1960, et réaménager le parc. Il agrandit encore le domaine qui atteint en 1920, 420 hectares.
Solvay lègue ses biens de son vivant à ses enfants. Le domaine de La Hulpe est divisé entre ses deux fils, Edmond reçoit la partie nord, qui comprend le château du Long Fond et la ferme rouge, Armand, l'aîné, le château principal, la ferme de Zondael et la partie basse de la propriété, dont l'ensemble constitue le domaine Solvay actuel.
Armand Solvay puis son fils, Ernest-John Solvay réalisent d'importants aménagements au domaine qui lui donneront sa configuration actuelle. L'architecte Georges Collin modifie considérablement l'aspect du château. Les tourelles, le clocheton central et la marquise sont supprimés, les flèches des tours sont raccourcies, la brique rouge est recouverte d'un enduit clair. L'édifice perd ses lignes verticales pour une silhouette plus basse et horizontale. Ernest-John, fait construire un belvédère auquel mène un escalier de 140 marches. Un jardin à la française est créé sur un côté du château, face à la façade principale une percée rectiligne engazonnée de 800 mètres à travers la forêt se termine par un obélisque de 36 mètres de haut surmonté d'un soleil doré. Il fait planter la plupart des espèces exotiques encore présentes aujourd'hui.
Préoccupé par la perspective d'un morcellement futur du domaine, il obtient son classement en 1963 et décide quelques années plus tard d'en faire don à l'État. La donation devenue effective en 1972, la Fondation culturelle Solvay est créée et le domaine immédiatement ouvert au public. Ce legs, contesté par une partie des héritiers, donne lieu à un long procès à l'issue duquel les plaignants récupèrent la propriété de la plus grande partie du domaine. Poussé par l'opinion publique et une association des Amis du parc Solvay dont la pétition en faveur du maintien de l'ouverture au public de l'ensemble du parc a réuni 32 000 signatures, la Région wallonne est contrainte de racheter l'ensemble pour la somme de 5 millions d'euros.

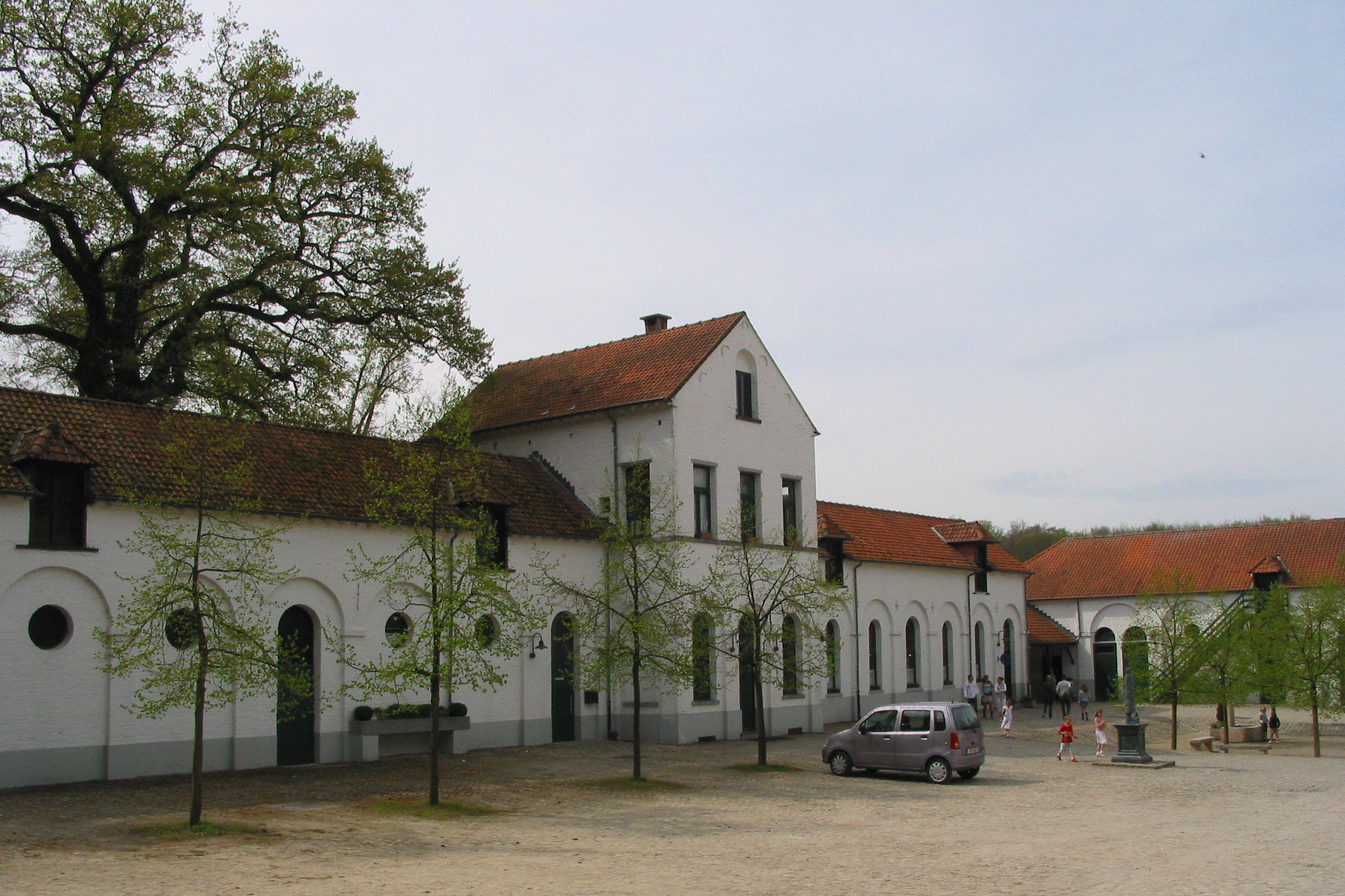
Ancienne ferme du domaine.

Le château et la ferme conçue par l'architecte Jean-Pierre Cluysenaar, inoccupée depuis 1971, sont restaurés en 1982 au frais de la Communauté française de Belgique. La ferme est en partie occupée par un bistrot appelé "l'homme bleu", les granges sont d'abord aménagées pour accueillir des expositions et des concerts, puis depuis 1999 la Fondation Folon qui expose plus de 300 œuvres de l'artiste.
La société IBM possédait de son côté depuis 1973 jouxtant le domaine Solvay un parc d'environ 70 hectares où était installé son centre de formation européen, revendu dans les années 2000 et devenu centre de congrès.

## Faune

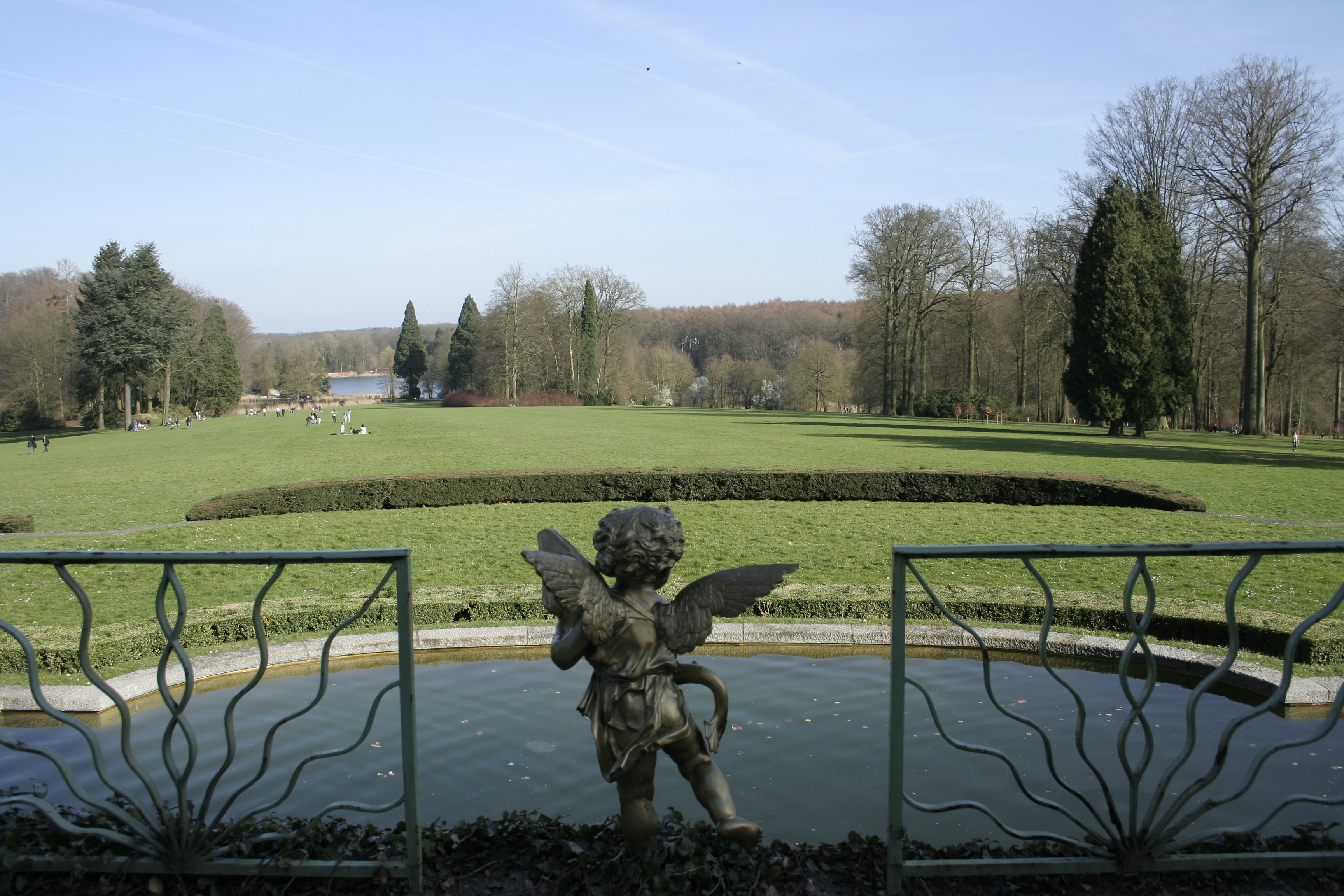
Partie occidentale du parc et étang du Gris Moulin vus depuis la terrasse du château.

La faune se compose de chevreuils, chauves-souris, campagnols, renards, musaraignes, hermines, putois, belettes, lièvres, écureuils et d'oiseaux comme martins-pêcheurs, grèbes huppés, grèbes castagneux, râles d'eau, fuligules milouins, sarcelles d'hiver.

## Les étangs
Les étangs, établis sur de l'argile yprésienne imperméable voient leurs zones vaseuses envahies par des roselières et des cariçaies. On y voit s'envoler en été plus de 20 sortes de libellules et de demoiselles.

## Les arbres

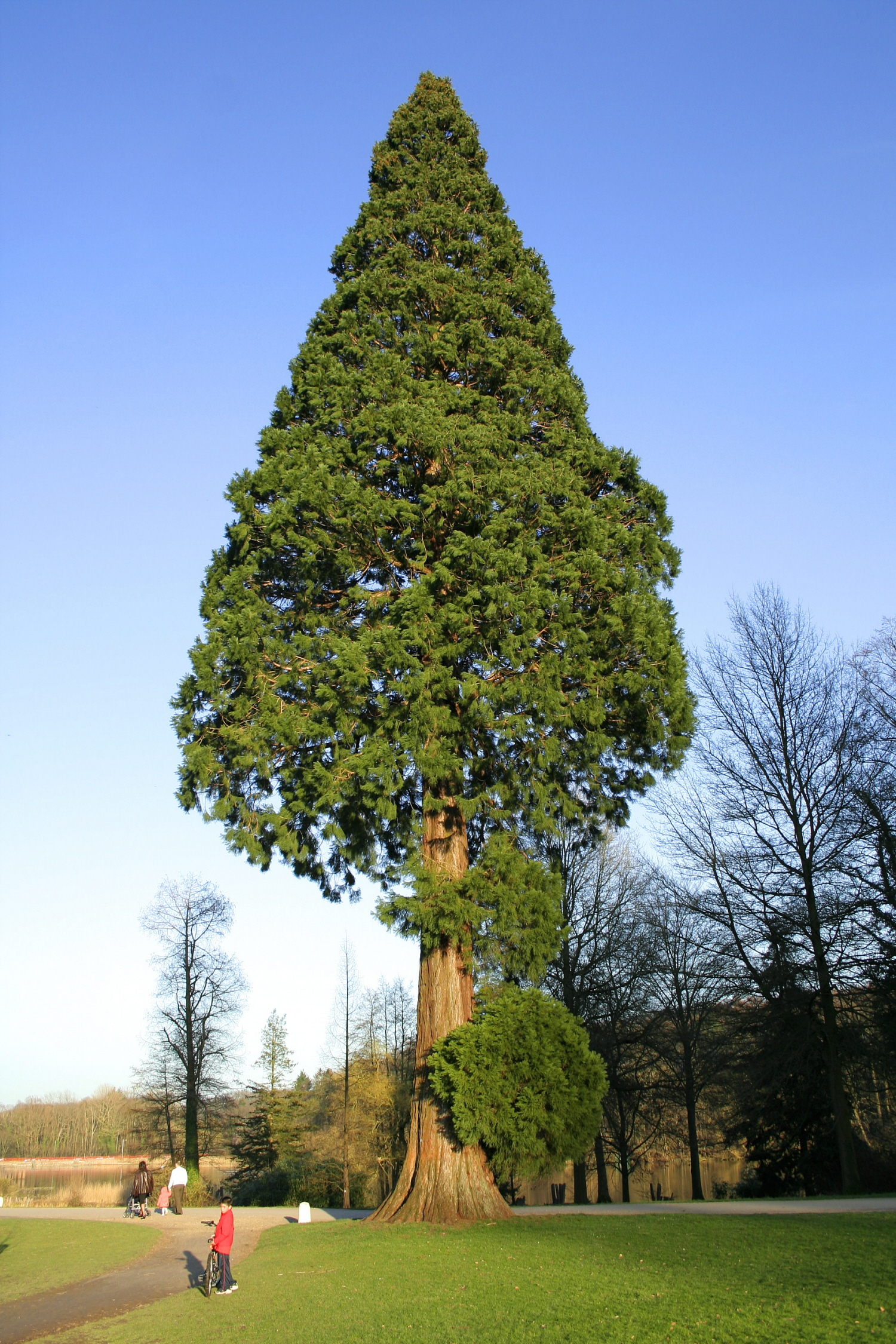
Sequioadendron giganteum Séquioa géant

Le parc (qui n'est que peu visible sur les illustrations de cette page) contient en ses bois des chênes et des hêtres indigènes âgés de plus de trois cents ans et plus particulièrement le chêne de l’étang Decellier et le hêtre de l’ancienne maison des jardiniers. On y trouve aussi :
- l'arbre aux mouchoirs, ainsi appelé parce que ses inflorescences sont entourées d'une grande spathe de couleur jaune,
- le copalme  d’Amérique, dont le feuillage prend une couleur rouge puis pourpre très caractéristique à l'automne,
- le ginkgo biloba, fossile vivant existant déjà au jurassique,
- le cèdre à encens à l’aspect caractéristique,
- le sugi ou cryptomère du Japon si célèbre  pour ses vénérables exemplaires au pays du soleil levant,
- le cyprès chauve, conifère au feuillage caduc qui prend une très belle couleur à l'automne,
- le séquoia géant qui a été planté à la fin du XIXe siècle dans le parc et dont un exemplaire dépasse déjà 643 cm  de tour à 1,50 m (2010),
- le métaséquoia de Chine,
- le ptérocaryer du Caucase avec ses longs épis de fruits,
- le tulipier de Virginie à la surprenante et somptueuse floraison.

## Herbes et fleurs

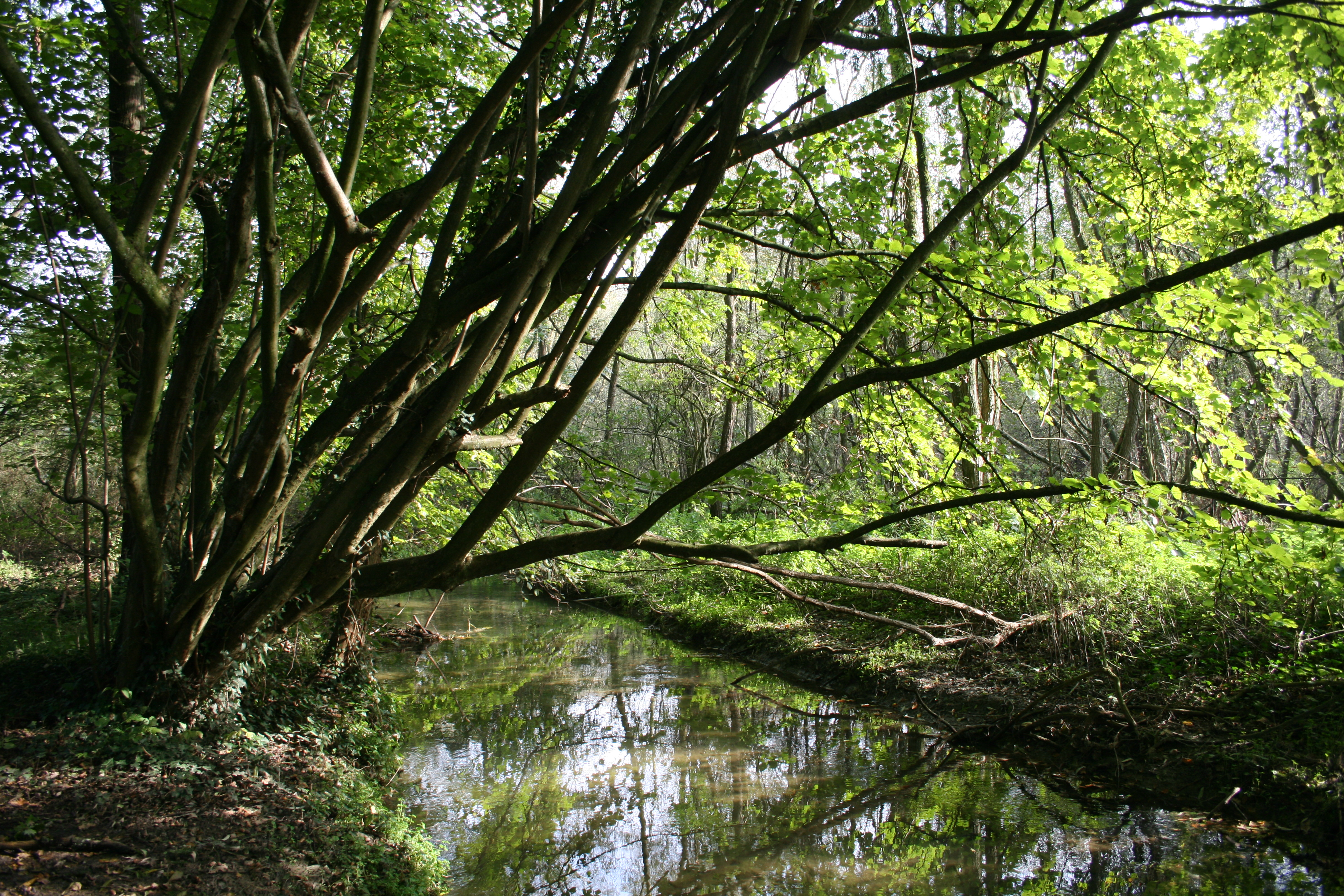
Le ruisseau Argentine à proximité de l'étang Decellier

Un petit ruisseau nommé l'Argentine traverse le domaine et ses rives hébergent une végétation de hautes herbes : valériane officinale, consoude officinale, reine-des-prés, morelle douce-amère, eupatoire chanvrine, cirse maraîcher, épilobe hérissé.
D'autres plantes indigènes y poussent, telles deux orchidées délicates, l'ophrys abeille, l'orchis tacheté des bois, une lycopodaciée en voie de disparition en Région wallonne, le lycopode en massue. 
Les espèces ornementales remarquables sont plantées à divers endroits du domaine, telles :
- la matteucie Écozone paléarctique : plantes à graines par nom scientifique (M) à ailes d'autruche: ce sont les belles feuilles de cette fougère connue en Région wallonne en une seule localité qui lui ont valu cette appellation
- l'Osmonde royale que l'on trouve en Campine, en Ardenne et en Brabant
- la Télékie dont les grands capitules jaunes ornent les bords de l'étang de la Longue Queue[3].

## Accès en transports en commun
NB: Tous les moyens de transport renseignés ci-dessous circulent tant en semaine que les samedis, dimanches et jours fériés.
En bus TEC :
- L'arrêt La Hulpe Étangs, situé à l'entrée principale du domaine, est desservi par la ligne TEC n° 366 Ixelles - Rixensart - Court-Saint-Étienne.

Principales correspondances du bus 366 avec la STIB :
- Flagey: tram 81 - bus 38, 59, 60 et 71
- Abbaye de la Cambre: trams 7 et 8 (arrêt Cambre-Étoile)
- Boitsfort Gare: tram 8
- Étangs de Boitsfort: bus 95

Correspondances du bus 366 avec le chemin de fer:
- Gare de Boitsfort
- Gare de Genval

En train :
- La gare de La Hulpe se situe à 2,1 km de l'entrée principale du domaine, via l'avenue Ernest Solvay.
- La gare de Hoeilaart est située à 2,7 km de l'entrée nord du domaine. Depuis la gare, emprunter l'Ijserstraat (600 m) jusqu'à la Brusselsesteenweg, la prendre à gauche (350 m) et prendre la première piste forestière à droite (drève de la Meute) sur 1,7 km. L'entrée du domaine est indiquée sur la gauche (chemin des Quatre Bras).
- La gare de Groenendael est également située à moins de 3 km de l'entrée nord du domaine, par un itinéraire quelque peu plus tortueux (se munir d'une carte des sentiers de cette partie de la forêt de Soignes).

En bus De Lijn : 348, 395 et 830.